# Тростянець (Коломийський район)
Тростяне́ць — село Заболотівської селищної громади Коломийського району Івано-Франківської області. До 2020 року входило до Снятинського району.
Населення становить 1309 осіб (01.01.2021).

## Населення

### Мова
Розподіл населення за рідною мовою за даними перепису 2001 року:
| Мова       | Кількість | Відсоток |
| ---------- | --------- | -------- |
| українська | 1305      | 98.94%   |
| російська  | 7         | 0.52%    |
| угорська   | 3         | 0.23%    |
| румунська  | 2         | 0.15%    |
| білоруська | 1         | 0.08%    |
| болгарська | 1         | 0.08%    |
| Усього     | 1319      | 100%     |

## Відомі особистості
В поселенні народились:
- Іванчук Олекса Михайлович (1882—1920) — етнограф, журналіст, вояк Легіону УСС.
- Михайлюк Іван Андрійович (1906—1988) — український письменник та журналіст, видавець та суспільний діяч.
- Наварський Степан Корнійович (1901—1937) — діяч комуністичного руху в Західній Україні, письменник, перекладач.

| Україна | Це незавершена стаття з географії України. Ви можете допомогти проєкту, виправивши або дописавши її. |

1. ↑  Рідні мови в об'єднаних територіальних громадах України — Український центр суспільних даних